# Wólka Zabłocka (Lubartów)
Pour les articles homonymes, voir Wólka Zabłocka.
Wólka Zabłocka (prononciation : [ˈvulka zaˈbwɔt͡ska]) est un village polonais de la gmina de Serniki dans le powiat de Lubartów de la voïvodie de Lublin dans l'est de la Pologne.
Il se situe à environ 6 kilomètres au nord-est de Serniki (siège de la gmina), 10 kilomètres à l'est de Lubartów (siège du powiat) et 27 kilomètres au nord-est de Lublin (capitale de la voïvodie).

## Histoire
De 1975 à 1998, le village est attaché administrativement à l'ancienne Voïvodie de Lublin.

Depuis 1999, il fait partie de la nouvelle voïvodie de Lublin.